# 下伍旗镇
下伍旗镇，是中华人民共和国天津市武清区下辖的一个乡镇级行政单位。

## 行政区划
下伍旗镇下辖以下地区：
下伍旗村、中义村、良官屯村、柴庄村、陈庄村、邵庄村、八百户村、丁庄村、马坊村、东王庄村、李胡庄村、齐庄村、河各庄村、前段村、朱庄村、大兴庄村、良庄村、白庄村、太平庄村、八间房村、莲花池村、北阎庄村、褚庄村、西王庄村、辛庄村、后段村、刘皮庄村、红寺村、孟辛庄村、三百户村、小金庄村、高辛庄村、马神庙村和田辛庄村。